# كوتن أوينز
كوتن أوينز (بالإنجليزية: Cotton Owens) هو مالك فريق ناسكار ‏ أمريكي، ولد في 21 مايو 1924 في يونيون في الولايات المتحدة، وتوفي في 7 يونيو 2012 في سبارتانبرغ في الولايات المتحدة بسبب سرطان الرئة.

## وصلات خارجية
- كوتن أوينز على موقع Racing-Reference.info (الإنجليزية)
- كوتن أوينز على موقع DriverDB.com (الإنجليزية)